# Service d'information aéronautique
Pour les articles homonymes, voir SIA.
Ne doit pas être confondu avec Service de l'information aéronautique.
Le Service d’information aéronautique (SIA) est l'administration chargée de l'information aéronautique nécessaire à la sécurité, à la régularité et à l'efficacité de la navigation aérienne nationale et internationale en Algérie. Il dépend de l'établissement national de la navigation aérienne d'Algérie.
Le département de l’information aéronautique (DIA)  gère et diffuse les informations aéronautiques telles que : la publication d’information aéronautique (AIP), l'émission des NOTAM (avis aux navigateurs aériens) et des suppléments AIP (SUP AIP), ainsi que les circulaires d’information aéronautique.
Le SIA publie les cartes d'atterrissage des aéroports algériens.